# Richardsongrondeekhoorn
De richardsongrondeekhoorn (Urocitellus richardsonii)  is een zoogdier uit de familie van de eekhoorns (Sciuridae). De wetenschappelijke naam van de soort werd voor het eerst geldig gepubliceerd door Sabine in 1822.

## Voorkomen
De soort komt voor in Canada en de Verenigde Staten.